# ロングトン
ロングトン（英語: long ton）は、帝国単位（ヤード・ポンド法）の質量の単位である。2240 ポンド(lb)と定義され、正確に1016.0469088 キログラム(kg)に等しい。インペリアルトン（imperial ton、帝国トン）とも言い、日本語では英トンとも呼ばれる。

## 定義
ロングトンは正確に2240ポンドと定義される。これは、1ロングトン＝20ハンドレッドウェイト(cwt)、1ハンドレッドウェイト＝8ストーン、1ストーン＝14ポンドで、20×8×14＝2240となるためである。
ロングトンは、アメリカで使用されているショートトン（2000 lb、907.18474 kg）に対して約12パーセント大きく、メートルトン（1000 kg）に対して1.6パーセント大きい。密度64 lb/cu ft (1.025 g/mL)の海水35立方フィート(0.9911 m3)の質量に等しい。

## 使用状況
イギリスで13世紀に標準化され、メートル法化される以前のイギリスとイギリス連邦諸国で使用されていた。
アメリカ合衆国ではロングトンは限定的に使用されている。船の排水量（トン数）や硫黄の取引などである。1922年のワシントン海軍軍縮条約で軍艦の保有量の規制はロングトンによる排水量で行われた（例えば戦艦は合計排水量35000ロングトン（36000メートルトン、39000ショートトン）まで）。
ロングトンは、1985年の度量衡法でイギリスにおける取引での使用が禁止された。

### 世界的な使用法
混乱を避けるために、特に国際的な環境では、「ショートトン」「ロングトン」「メートルトン」のようにフルネームを使用することが推奨される。